# Данбойн
Данбойн (англ. Dunboyne; ирл. Dún Búinne) — (переписной) посёлок в Ирландии, находится в графстве Мит (провинция Ленстер). Является пригородом Дублина, большинство местных жителей имеют работу в столице. В посёлке располагается железнодорожный и автовокзал. В поселке базируются местные профессиональные клубы по футболу и регби.

## Демография
Население — 5713 человек (по переписи 2006 года). В 2002 году население составляло 5363. 
Данные переписи 2006 года:
| Общие демографические показатели |               |                               |                               |      |      |
| Всё население                    | Всё население | Изменения населения 2002—2006 | Изменения населения 2002—2006 | 2006 | 2006 |
| 2002                             | 2006          | чел.                          | %                             | муж. | жен. |
| 5363                             | 5713          | 350                           | 6,5                           | 2900 | 2813 |

В нижеприводимых таблицах сумма всех ответов (столбец «сумма»), как правило, меньше общего населения населённого пункта (столбец «2006»). 
| Религия (Тема 2 — 5 : Число людей по религиям, 2006) |             |                |             |            |       |      |
| Католики, чел.                                       | Католики, % | Другая религия | Без религии | не указано | сумма | 2006 |
| 5222                                                 | 91,4        | 238            | 190         | 63         | 5713  | 5713 |

| Этно-расовый состав (Этничность. Тема 2 - 3 : Постоянное население по этническому или культурному происхождению, 2006) |            |              |       |        |        |            |       |       |
| Белые ирландцы | Лухт-шулта | Другие белые | Негры | Азиаты | Другие | Не указано | сумма | 2006  |
| 5159 | 15         | 334          | 19    | 35     | 54     | 43         | 5659  | 5713  |
| Доля от всех отвечавших на вопрос, %                                                                                   |            |              |       |        |        |            |       |       |
| 91,2 | 0,3        | 5,9          | 0,3   | 0,6    | 1,0    | 0,8        | 100   | 99,11 |

1 — доля отвечавших на вопрос о языке от всего населения.
| Владение ирландским языком (Тема 3 — 1 : Число людей от 3 лет и старше по способности говорить по-ирландски, 2006) |      |            |       |       |
| Владеете ли Вы ирландским языком?                                                                                  |      |            |       |       |
| Да | Нет  | Не указано | сумма | 2006  |
| 2409 | 2916 | 90         | 5415  | 5713  |
| Доля от всех отвечавших на вопрос о языке, %                                                                       |      |            |       |       |
| 44,5 | 53,9 | 1,7        | 100   | 94,81 |

1 — доля отвечавших на вопрос о языке от всего населения.
| Использование ирландского языка (Тема 3 - 2 : Говорящие по-ирландски от 3 лет и старше по частоте использования ирландского языка, 2006) |                                                            |                                               |                                               |                                               |                                               |                                               |       |                                     |      |
| Как часто и где Вы говорите по-ирландски?                                                                                                |                                                            |                                               |                                               |                                               |                                               |                                               |       |                                     |      |
| ежедневно, только в образовательных учреждениях                                                                                          | ежедневно, как в образовательных учреждениях, так и вне их | в других местах (вне образовательной системы) | в других местах (вне образовательной системы) | в других местах (вне образовательной системы) | в других местах (вне образовательной системы) | в других местах (вне образовательной системы) | сумма | всего, отвечавших на вопрос о языке | 2006 |
| ежедневно, только в образовательных учреждениях                                                                                          | ежедневно, как в образовательных учреждениях, так и вне их | ежедневно                                     | каждую неделю                                 | реже                                          | никогда                                       | не указано                                    | сумма | всего, отвечавших на вопрос о языке | 2006 |
| 858 | 59                                                         | 60                                            | 133                                           | 716                                           | 552                                           | 31                                            | 2409  | 5415                                | 5713 |
| Доля от всех отвечавших на вопрос о языке, %                                                                                             |                                                            |                                               |                                               |                                               |                                               |                                               |       |                                     |      |
| 15,8 | 1,1                                                        | 1,1                                           | 2,5                                           | 13,2                                          | 10,2                                          | 0,6                                           | 44,5  | 100                                 |      |

| Типы частных жилищ (Тема 6 - 1(a) : Число частных домовладений по типу размещения, 2006) |          |         |                 |            |       |      |
| Отдельный дом                                                                            | Квартира | Комната | Переносные дома | не указано | сумма | 2006 |
| 1536                                                                                     | 80       | 0       | 0               | 8          | 1624  | 5713 |